# Zomertaling
De zomertaling (Spatula querquedula) is een vogel uit de familie van de eendachtigen (Anatidae). De wetenschappelijke naam van de soort werd in 1758 als Anas querquedula gepubliceerd door Carl Linnaeus. De naam 'querquedula' nam hij over van Francis Willughby en John Ray, die de naam gebruikten als geslachtsnaam voor de zomer- en wintertaling. Het woord stamt uit het Latijn, en is vermoedelijk een onomatopee.
Het is een kleine eendensoort. De zomertaling heeft een groot verspreidingsgebied, van West-Europa tot ver in Azië.

## Veldkenmerken
Het mannetje heeft als opvallendste kenmerk een roomwitte streep boven het oog tot aan de hals. In de vlucht heeft het mannetje een blauwgrijze voorvleugel en een witte buik. Het vrouwtje is moeilijker te onderscheiden. Zij heeft enigszins grijzer gekleurde vleugels dan het vrouwtje van de wintertaling en mist de groene spiegel.

## Leefwijze
Het voedsel bestaat uit water- en moerasplanten.

## Voortplanting
Het legsel bestaat uit zeven tot twaalf roomkleurige, geelwitte eieren, die door het vrouwtje in ongeveer 22 dagen worden uitgebroed. Het nest is goed verborgen in de oeverbegroeiing.

## Verspreiding en leefgebied
De zomertaling heeft in West- en Noord-Europa een verbrokkeld verspreidingsgebied. Verder komt deze taling voor in Oost-Europa en vervolgens veel verder in een brede zone in Azië tot in het noorden van Japan en Kamtsjatka. In de winter trekken de vogels naar Afrika, Noord-India en Zuidoost-Azië.

## Status
De zomertaling heeft een groot verspreidingsgebied en daardoor is de kans op de status kwetsbaar (voor uitsterven) gering. De grootte van de populatie wordt geschat op 2,6 tot 2,8 miljoen individuen. Echter, de zomertaling gaat ook mondiaal in aantal achteruit, maar het tempo ligt onder de 30% in tien jaar (minder dan 3,5% per jaar). Om deze redenen staat de zomertaling als niet bedreigd op de Rode Lijst van de IUCN, maar hij valt wel onder het AEWA-verdrag.

## Status in Nederland en Vlaanderen
Tussen 1960 en 1992 is de zomertaling in Nederland met 90% afgenomen tot 1000 tot 1900 broedparen.
Volgens SOVON schommelde in de periode 1990-2011 het aantal broedparen sterk en tussen 2001 en 2011 is sprake van een significante aantalsverandering. Rond 2007 broedden er 1600 tot 1900 paar in Nederland.
De zomertaling is in 2004 als kwetsbaar op de Nederlandse rode lijst gezet. De zomertaling staat ook op de Vlaamse rode lijst.